# Ломбард (футбольный клуб)
«Ломбард» — венгерский футбольный клуб из города Папа, выступающий в Шопрони-лиге. Клуб основан в 2004 году. В сезоне 2005 года принимал участие в Кубке Интертото, где дошёл до 2-го раунда и уступил шведскому «Гётеборгу» по сумме двух матчей (2:3 и 0:1). В 2009 году «Ломбард» выиграл серебряные медали Национального чемпионата и вышел в Шопрони-лигу. Домашние матчи команда проводит на стадионе Перуц, вмещающем 5 500 мест.

## Выступления в еврокубках
- R = раунд

| Сезон | Турнир          | Раунд | Страна      | Клуб         | Счёт     |
| ----- | --------------- | ----- | ----------- | ------------ | -------- |
| 2005  | Кубок Интертото | 1R    | Флаг Грузии | ВИТ Джорджия | 2:1, 1:0 |
|       |                 | 2R    | Флаг Швеции | Гётеборг     | 2:3, 0:1 |

## Достижения
- Серебряный призёр Национального чемпионата — 2009

## Известные игроки
- Денис Ребрик